# Augochlora laneifrons
Augochlora laneifrons là một loài Hymenoptera trong họ Halictidae. Loài này được Vachal mô tả khoa học năm 1911.